# Март 2015 года

Список событий марта 2015 года.

## События
- 1 марта
  - Парламентские выборы в Эстонии[1]. Выборы выиграла Партия реформ[2].
  - Парламентские выборы в Таджикистане[3]. Лишь НДП преодолела пятипроцентный барьер[4].
  - Вступили в силу правила о въезде россиян на Украину по загранпаспортам[5].
  - Табаре Васкес вступил в должность президента Уругвая[6].
- 2 марта
  - Армия Ирака начала военную операцию с целью освободить от боевиков джихадистской группировки «Исламское государство» Тикрит[7].
  - Адвокаты, выступающие от имени города Кливленд, по процессу об убийстве 12-летнего чернокожего подростка Тамира Райса, который 22 ноября 2014 года был убит полицией города Кливленд, заявили, что Райс «не проявил должную осторожность, чтобы избежать травм»[8].
  - Английский футболист Адам Джонсон был арестован по подозрению в интимной связи с 15-летней школьницей[9].
- 3 марта
  - Российский оппозиционный политик Борис Немцов, убитый 27 февраля в центре Москвы, похоронен на Троекуровском кладбище[10].
  - По итогам заседания членов норвежского Нобелевского комитета с поста председателя комитета был смещён Турбьёрн Ягланд, который подвергался критике за присуждение Нобелевской премии мира Бараку Обаме и Евросоюзу[11].
- 4 марта
  - Задержан губернатор Сахалина Александр Хорошавин[12]. По словам руководителя ФСБ Александра Бортникова, задержание вызвано «обычной коррупционной составляющей»[13].
  - Президент США Барак Обама на год продлил санкции, введённые против России[14].
  - Лидер мексиканского наркокартеля «Лос-Сетас» Омар Тревиньо Моралес[англ.], который является одним из самых разыскиваемых преступников в стране[англ.], задержан правоохранительными органами в Монтеррее[15].
  - Министры обороны России и Египта подписали протокол о военно-техническом сотрудничестве между двумя странами[16].
  - В Испании задержан бывший украинский министр финансов Юрий Колобов[17].
  - Американский полицейский Даррен Уилсон, застреливший чернокожего подростка Майкла Брауна в городе Фергусон, признан невиновным, дело в отношении него закрыто[18].
  - Авария на шахте имени Засядько в Донецке (Украина). Погибли 34 шахтёра[19].
  - В Женеве открылся 85-й Международный автосалон[20].
- 5 марта
  - В Стамбуле застрелен таджикский оппозиционер Умарали Кувватов[21].
  - В Сингапуре двое граждан Германии приговорены к 9 месяцам тюремного заключения и 3 ударам палками за то, что они разрисовали граффити вагон метро[англ.][22].
  - Министерство иностранных дел Украины прекратило аккредитацию российских СМИ[23].
  - Космический аппарат Dawn достиг Цереры и перешёл на круговую орбиту вокруг этой карликовой планеты[24].
- 7 марта
  - ФСБ объявила о задержании двух подозреваемых в убийстве Бориса Немцова[25].
  - США отложили программу подготовки украинских военных[26].
  - Порошенко озвучил часть письма Путина о судьбе Надежды Савченко[27]
- 8 марта
  - Вооружённые силы Нигера и Чада развернули на северо-востоке Нигерии совместную операцию с использованием авиации и бронетехники, направленную против исламистской группировки «Боко харам». Двумя днями ранее Африканский союз одобрил создание региональной группы войск численностью не менее 8 тысяч военнослужащих с целью противодействия исламистам[28].
  - Боевики «Исламского государства» уничтожили и разграбили руины древнего ассирийского города Дур-Шаррукин[29].
  - Открылась вторая линия варшавского метрополитена, она соединила левобережную и правобережную части Варшавы[30].
- 9 марта
  - Боевики «Исламского государства Ирака и Леванта» заявили о захвате девятерых иностранных рабочих-нефтяников в ходе налёта на нефтяное месторождение Аль-Гани в Ливии. В ходе нападения, по некоторым данным, были обезглавлены восемь охранников[31].
  - В деле об убийстве Бориса Немцова появился мотив. Как сообщили российские СМИ, один из фигурантов дела — Заур Дадаев — признал, что причиной убийства политика стали его негативные высказывания в адрес мусульман и ислама[32].
  - Первый в мире способный летать за счёт энергии Солнца пилотируемый самолёт Solar Impulse 2 начал кругосветный полёт[33].
  - Россия стала членом Международной организации по кофе[34].
  - В небе близ поселения Вилья-Кастелли (провинция Ла-Риоха, Аргентина) столкнулись в воздухе два вертолёта Aérospatiale AS.350 Écureuil. В результате происшествия погибли все находящиеся на обоих бортах 10 человек, включая трёх французских спортсменов (олимпийская чемпионка Камиль Мюффа, призёр Олимпийских игр Алексис Вастин и Флоранс Арто), которые участвовали в съёмках популярного реалити-шоу Dropped для французского телевидения.
- 10 марта
  - Симона Гбагбо[англ.], жена бывшего президента Кот-д’Ивуара приговорена к 20 годам лишения свободы за преступления против человечности, совершённые в ходе столкновений после президентских выборов[35].
  - В американском городе Фергусон ушёл в отставку муниципальный судья, который, как выяснилось в ходе расследования, с предубеждением относился к темнокожему населению[36].
- 11 марта
  - Россия полностью приостановила действие Договора об обычных вооруженных силах в Европе[37].
  - Побит рекорд 1997 года по температуре в Москве. По информации центра погоды «Фобос», воздух в столице России в полдень прогрелся до +11,2 градусов[38].
  - В Казани в здании крупного торгового центра произошёл пожар[39]. 55 человек пострадали, 17 человек погибли[40][41][42].
- 12 марта
  - Экипаж корабля Союз ТМА-14М в составе Елены Серовой, Александра Самокутяева и Барри Вилмора вернулся с МКС на Землю[43].
- 13 марта
  - Банк России принял решение снизить ключевую ставку с 15 % до 14 % годовых[44].
  - Дело в отношении гражданки России Светланы Давыдовой, обвинявшейся в госизмене, прекращено за отсутствием состава преступления[45].
  - Совет Европейского союза обнародовал коммюнике, согласно которому санкции, введённые в связи с конфликтом на Украине против индивидуальных лиц — граждан России и представителей ополченцев Донбасса, продлены до 15 сентября 2015 года[46].
  - Войскам, лояльным правительству Ирака, удалось выбить боевиков ИГ из большинства районов ранее захваченного ими города Тикрит[47].
  - Власти Венгрии опровергли появившиеся в СМИ сообщения о том, что Евросоюз якобы заблокировал российско-венгерский контракт, касающийся расширения венгерской АЭС «Пакш», сообщил госсекретарь Венгрии Золтан Ковач. Накануне в британской газете Financial Times появилось сообщение о том, что на встрече еврокомиссаров в Брюсселе на прошлой неделе было принято решение заблокировать сделку на сумму в 12 млрд евро[48].
  - Федеральный конституционный суд Германии отменил как противоречащий конституции запрет на ношение школьными учителями мусульманских платков. Суд постановил, что запрет, введенный в 2004 году, нарушает религиозные свободы[49].
  - Исландия отказалась[англ.] вступать в ЕС[50].
  - На поле в окрестностях китайского города Линьцан провинции Юньнань упала бомба, что привело к смерти четырёх человек. По данным китайских властей, боеприпас сбросил самолёт вооруженных сил республики Мьянмы, которые вели операцию против этнических боевиков в регионе Коканг[51][52].
  - Бывший президент Мальдивской Республики Мохамед Нашид был приговорён к 13 годам тюремного заключения по обвинениям в терроризме[53].
- 14 марта
  - Египет построит новую столицу. Реализация этого весьма амбициозного проекта позволит переселить из столицы 5 000 000 человек. Стоимость проекта — 45 млрд долларов США[54][55].
  - Иракская армия взяла город Тикрит на севере Ирака под свой полный контроль; в ходе освобождения города, были убиты два террориста «Исламского государства», являющиеся подданными Саудовской Аравии[56].
  - Украинских врачей допустили в СИЗО к Надежде Савченко[57].
  - Хирурги в Южно-Африканской Республике провели первую в мире успешную операцию по пересадке пениса[58].
  - Президент Украины Пётр Порошенко внёс в Верховную Раду законопроект об особом статусе Донецкой и Луганской областей[59][60].
- 15 марта
  - В результате урагана Пэм[англ.] в городе Порт-Вила, столице Вануату, было повреждено более 90 % зданий. Погибли, по разным данным, от 8 до 44 человек[61]. В республике объявлено чрезвычайное положение[62].
  - В США по обвинению в двух убийствах арестован миллиардер Роберт Дарст[англ.][63].
  - Правозащитная организация «Хьюман Райтс Вотч» заявила, что в ходе конфликта в Ливии использовались кассетные бомбы[64].
- 16 марта
  - Премьер-министр Абхазии Беслан Бутба подал в отставку[65].
  - В Ираке разрушены могила и мавзолей Саддама Хусейна. В ходе боёв за Тикрит мавзолей, возведённый на месте захоронения бывшего правителя Ирака, практически сравняли с землей[66].
  - Первая бесплатная публичная точка беспроводного доступа в интернет открыта[англ.] на Кубе[67].
  - В Египте приговорили к казни лидера организации «Братья-мусульмане»[68].
- 17 марта
  - Верховная Рада Украины приняла постановление «Об определении отдельных районов, городов, поселков и сел Донецкой и Луганской областей, в которых вводится особый порядок местного самоуправления»[69].
  - Досрочные парламентские выборы в Израиле[70]. По предварительным данным, лидирует правящая партия Ликуд[71].
- 18 марта
  - В результате нападения террористов на музей Бардо, находящийся в столице Туниса, погибли по меньшей мере 20 человек[72].
- 19 марта
  - Сейм Литвы принял решение, согласно которому сроком на пять лет в стране будет возвращён обязательный призыв в армию[73].
- 20 марта
  - В столице Йемена Сане террористы-смертники взорвали две мечети. Количество погибших составило по меньшей мере 137 человек, раненых — 357. Теракт был направлен против хуситов. Ответственность за взрывы взяло на себя ИГ[74].
- 22 марта
  - В Гагаузии начались выборы башкана — главы автономии[75].
- 24 марта
  - На юге Франции разбился пассажирский самолёт A320. Погибли все 150 человек[76].
  - Пётр Порошенко подписал указ об отставке Игоря Коломойского с поста главы Днепропетровской области[77].
- 25 марта
  - Генеральный директор BBC подтвердил увольнение скандально известного ведущего программы Top Gear Джереми Кларксона[78].
- 26 марта
  - Саудовская Аравия совместно с рядом государств начали военную операцию в Йемене, где продолжается наступление шиитских повстанцев-хуситов[79].
  - Ассоциация вычислительной техники объявила о присуждении премии Тьюринга профессору Майклу Стоунбрейкеру, создателю первой практически реализованной объектно-ориентированной СУБД — PostgreSQL[80].
- 27 марта
  - С космодрома Байконур стартовал космический корабль Союз ТМА-16М для годичного пребывания в космосе. Состав экипажа — Геннадий Падалка, Михаил Корниенко и Скотт Келли[81].
- 28 марта
  - Выборы президента Нигерии[82]. Победу одержал Мохаммаду Бухари[83].
  - По всему миру прошла акция «Час Земли»[84].
- 29 марта
  - Выборы президента Узбекистана[85]. Президентом избран действующий президент Ислам Каримов[86].
- 30 марта
  - Представители стран «шестерки» международных посредников (Великобритании, Франции, Германии, Китая, США и России) по иранской ядерной программе начали встречу в швейцарской Лозанне[87].
- 31 марта
  - В Турции без электричества оказались 25 провинций из 80, по сообщению энергетической компании TEIAS этому предшествовали проблемы на линиях электропередачи. Причины отключения неизвестны[88].
  - «Детский мир» на Лубянке открылся после 6-летней реконструкции[89].